# 366 av. J.-C.
Cette page concerne l'année 366 av. J.-C. du calendrier julien proleptique.

## Événements
- 23 février (15 mars du calendrier romain) : début à Rome du consulat de Lucius Æmilius Mamercinus, Lucius Sextius Lateranus[1]. Un préteur et deux édiles curules sont élus à Rome pour la première fois[2].
  - Chaque année, entre 366 et 361, l’un des consuls est plébéien : l’alliance entre trois riches familles plébéiennes (Sextii, Genucii, Licinii) et trois familles patriciennes (Æmilii, Servilii, Sulpicii) forme un nouveau parti, modéré, qui élimine provisoirement le gouvernement des patriciens hostiles à toutes concessions[3].

- Printemps : 
  - congrès de Thèbes. Les délégués des cités grecques réunis à Thèbes refusent de prêter serment pour entériner le rescrit de Suse et réclament des négociations individuelles[4] ; Lycomédès de Mantinée quitte l’assemblée avec les Arcadiens et négocie plus tard une alliance défensive avec Athènes[5]. Corinthe, suivie par d’autres villes, refuse d’entrer dans la confédération thébaine[4].
  - Épaminondas mène une troisième campagne dans le Péloponnèse. Il force le blocus de l’Isthme de Corinthe avec l’aide des Argiens, avec l’intention de faire des Achéens ses alliés et de contrôler les Arcadiens ; il place des gouvernements démocratiques mais les oligarchies sont rétablies après son départ[6].

- Juin : nouvelle ambassade athénienne auprès du Grand Roi à Suse ; elle est de retour en Grèce en septembre-octobre. Artaxerxès II, qui craint l’alliance entre Athènes et les satrapes révoltés, reconnait les droits d’Athènes sur Amphipolis, en Thrace[7]. Il encourage les Thébains à construire une flotte pour concurrencer Athènes.
- Été[4] : 
  - Timothée est envoyé par Athènes avec trente trières et 8 000 peltastes pour soutenir la révolte du satrape Ariobarzane révolté contre le Grand Roi. Il reconquiert Samos sur les Perses et y installe une clérouquie athénienne[8].
  - Les Thébains poussent Thémison, tyran d’Érétrie, à s’emparer d’Orôpos, à la frontière entre la Béotie et l’Attique, puis se font remettre la forteresse[9].
- 13 septembre : célébration à Rome des ludi romani qui deviennent permanents[10].

- Synœcisme de Cos[11].
- Denys le Jeune, tyran de Syracuse, chasse Dion, son oncle maternel (Denys l'Ancien avait épousé la sœur de Dion, Aristomaque). Celui-ci se réfugie en Grèce et devient le chef de l'opposition. Platon quitte la Sicile un peu plus tard[12].

- Aristote, âgé de 18 ans, s'établit à Athènes auprès de Platon, dont il devient le disciple (366–347 av. J.-C.)[13].